# سیمون دیاز
سیمون نارسیسو دیاز مارکز (۸ اوت ۱۹۲۸ – ۱۹ فوریه ۲۰۱۴) یک خواننده اهل ونزوئلا و برنده جایزه گرمی برای آهنگسازی از ای‌بی‌وی موسیقی است.

## کارهای حرفه ای
دیاز سعی کرد موسیقی سنتی یانوس را که مخصوص دشت‌های ونزوئلا بود احیا نماید. این سبک موسیقی امروز نزد هنرمندانی مانند مرسدس سوزا اهل آرژانتین، کیتانو ولوزو اهل برزیل، خوان مانوئل سرات اهل اسپانیا، سوزانا باکا اهل پرو، دنی ریورا اهل پورتوریکو و نیز هنرمندان اهل ونزوئلا نظیر فرانکو د ویتا و سولداد براوو، خوان کارلوس سالازار کارلوس یاوته و خوزه لوئیس رودریگز پرداخته می‌شود. سمفونی و گروه‌های کر در سراسر ونزوئلا از بسیاری از کارهای وی تا کنون اقتباس کرده‌اند و بسیاری از رهبران ارکسترها و آهنگسازان دانشگاهی در کارهای ارکستری و کر خود از کارهای او استفاده کرده‌اند.
هنرمندان رشته‌های دیگر نیز از کارهای او استفاده کرده‌اند نظیر پینا باوش طراح رقص آلمانی که برخی کارهای دیاز را در اثر خود نور دو (Nur Du) استفاده کرده‌است. همچنین پدرو آلمودوار کارگردان، آهنگ Tonada de Luna Llena از دیاز را به عنوان بخشی از موسیقی متن فیلم خود به نام راز گل من با اجرای کیتانو ولوزو استفاده کرده‌است..
دیاز در حوزه تئاتر، پویانمایی و تلویزیون نیز کار کرده‌است. در دهه ۱۹۶۰ در ونزوئلا رو به بازیگری آورد و نقش اصلی را در سه نمایش نامه و دو فیلم el reportero  و isla de sal برعهده داشت. او تهیه‌کننده و مجری دوازده برنامه تلویزیونی بوده‌است که همه برای ترویج موسیقی ونزوئلا ساخته شده‌است. یکی از این برنامه‌ها به نام Contesta por Tío Simón برای آموزش فرهنگ عامه به کودکان است. این برنامه ده سال از تلویزیون نشان داده شده و به همین دلیل دیاز لقب عمو سیمون را گرفت. او بیست و پنج سال یک یک برنامه رادیویی روزانه را اجرا می‌کرد که برای ترویح فرهنگ عامه و موسیقی ونزوئلا تلاش می‌کرد. او هفتاد ترانه و سی دی ضبط کرده‌است و و در زندگی حرفه‌ای اش اجراهای بی شماری از وی به جا مانده‌است.

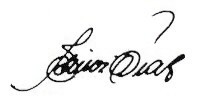
امضای سیمون دیاز

دیاز آهنگساز ترانه Caballo Viejo است که بهترین ترانه در آلبوم بامبولئو از جیپسی کینگز است. کارهایی را که او ساخته‌است هنرمندان بسیاری اجرا کرده‌اند مانند پلاچیدو دومینگو ری کانیف خولیو ایگلسیاس سلیا کروز روبن بلیدز گیلبرتو سانت روزا جیپسی کینگز ایوان لینز جویس چئو فلیچیانو خوان گابریل ماریا دولورس پرادرا مارتریو تانیا لیبرتاد ری کودر و دوندرا بانارت
کانال تلویزیون آمریکای لاتین به نام A&E MUNDO مستندی در مورد دیاز در سری برنامه‌های «زندگی نامه» ساخت و از تلاش‌های دیاز برای ترویج فرهنگ ونزوئلا تقدیر کرد که در سپتامبر ۲۰۰۴ نمایش پیدا کرد.
او پس از سال‌ها مبارزه با آلزایمر در ۱۹ فوریه ۲۰۱۴ از دنیا رفت.

## فیلم‌ها
| سری آ        | عنوان                                                     | برچسب           |
| ------------ | --------------------------------------------------------- | --------------- |
| LP 6124      | Parranda Criolla                                          | Palacio         |
| LP 6128      | Lila + Hugo + Simón: Música de la Película "Isla de Sal"  | Palacio         |
| LP 6136      | ¡Ya Llegó Simón!                                          | Palacio         |
| LP 6146      | De Parranda con Simón                                     | Palacio         |
| LP 6154      | Criollo y Sabroso                                         | Palacio         |
| LP 6181      | Caracha Negro                                             | Palacio         |
| LP 6194      | Gaitas y Parrandas con Simón                              | Palacio         |
| LP 6221      | Simón En Salsa... En Gaita                                | Palacio         |
| LP 6253      | Gaita 69                                                  | Palacio         |
| LP 6273      | Artistas Venezolanos Solamente                            | Palacio         |
| LP 6275      | Gaita 70                                                  | Palacio         |
| LP 6297      | Gaita 71                                                  | Palacio         |
| LPS 66299    | Tonadas                                                   | Palacio         |
| L. P. S. 109 | Navidad Criolla con el Quinto Criollo                     | Palacio/Guarura |
| LPS 66333    | La Gaita de las Cuñas: El Candidato Chévere ¡Vota por Él! | Palacio/H. B    |
| LPS 66345    | Las Gaitas de Simón: Enemigo Público N°۱                  | Palacio/H. B    |
| LPS 66363    | Las Gaitas de Simón: Culpable?                            | Palacio/H. B    |
| LPS 66384    | Tonadas Vol.2                                             | Palacio         |
| LPS 66383    | Las Gaitas de Simón: Cuñas, Locas, Borrachitos            | Palacio/H. B    |
| LPS 66406    | Las Gaitas de Simón                                       | Palacio/H. B    |
| LPS 66407    | Canciones Criollas Vol.3                                  | Palacio         |
| LPS 66430    | Canciones y Tonadas Vol.4                                 | Palacio         |
| LPS 66479    | Golpe y Pasaje: Caballo Viejo                             | Palacio         |
| LPS 66483    | Música Folklórica y Popular de Venezuela en Contrapunto   | Palacio         |
| LPS 66508    | Tonadas Favoritas                                         | Palacio         |
| LPS 66591    | Sus Grandes Éxitos                                        | Palacio         |
| LPS 2058     | Amor Enguayabao                                           | Palacio/Rodven  |
| LPS 2067     | Cuenta Canta y Vol.1                                      | Palacio         |
| LPS 2068     | Cuenta Canta y Vol.2                                      | Palacio         |

## جوایز و افتخارات
سیمن دیاز بالاترین نشان افتخاری دولت ونزوئلا به نام روبان بزرگ آزادی بخش را دریافت کرد و از دو دانشگاه ونزوئلا یعنی دانشگاه سیمون رودریگز و Zulia’s Universidad Católica Cecilio Acosta دکترای افتخاری دریافت کرد.
در ۳۰ سپتامبر ۲۰۰۸ نهاد جایزه گرمی آمریکای لاتین اعلام کرد که جایزه یک عمر دستاورد هنری (El Premio del Consejo Directivo) را به دیاز می‌دهد. همین‌طور جایزه هیئت امنای آکادمی ۲۰۰۸ لاتین از سوی اسکار دلئون خواننده سالسای ونزوئلایی به دیاز اهدا شد